# Ferdinand Arnodin
Ferdinand Joseph Arnodin (* 9. Oktober 1845 in Sainte-Foy-lès-Lyon; † 24. April 1924 in Châteauneuf-sur-Loire im Département Loiret) war ein französischer Ingenieur und Industrieller.
Er gilt neben Alberto Palacio als Erfinder der Schwebefähre, für die er als Erster 1887 ein Patent bekam. Die erste dieser Brücken baute der Architekt Alberto Palacio mit Arnodins Hilfe. Außerdem baute und rekonstruierte Arnodin Kabel- und Hängebrücken mit gedrehten Stahlkabeln, die er in seiner eigenen Fabrik herstellte.
Neun von 18 in der Welt bekannten Schwebefähren können ihm zugeordnet werden. Drei davon existieren noch heute.

## Stahlkabel
Arnodin entwickelte für den Einsatz als Tragkabel von Hängebrücken eine besondere Art von Kreuzschlagseilen mit mehreren Lagen, bei der jede Lage in entgegengesetzter Richtung zur vorhergehenden geschlagen wurde. Außerdem war seine Verseilmaschine so eingestellt, dass die Steigung jeder Drahtspirale in ihrer Abwicklung proportional zum Durchmesser der jeweiligen Lage war. Damit erreichte er, dass alle Drähte des Tragkabels gleich lang und damit unter Belastung auch gleichmäßig gedehnt wurden.

## Hängebrücken und Schwebefähren
Arnodin baute auch eine große Zahl von Hängebrücken der zweiten Generation (vom Ende des 19. Jahrhunderts bis zum Anfang des 20. Jahrhunderts), darüber hinaus restaurierte und sanierte er zahlreiche Brücken, die als Kabelbrücken der ersten Generation gebaut worden waren (vor 1860). Diese wurden verstärkt und die alten Drahtseile wurden durch seine doppelt gedrehten Stahlseile ersetzt, teilweise wurde die Konstruktion mit Abspannseilen verändert („System Arnodin“).

## Schrägseilbrücken nach demSystème Gisclard
Anfang 1900 erwarb er eine Lizenz für das Patent von Albert Gisclard für Schrägseilbrücken mit sich kreuzenden, bis in die andere Brückenhälfte reichenden Schrägseilen, die er häufig baute und zusammen mit seinem Mitarbeiter und Schwiegersohn Gaston Leinekugel Le Cocq weiterentwickelte.

## Der Industrielle
Seine Fabrik für die Herstellung und den Zusammenbau von vorkonstruierten Metallelementen befand sich in Châteauneuf-sur-Loire. Überreste davon sind noch zu sehen, der Schornstein ist zur Hälfte eine Ruine und befindet sich zwischen der Eisenbahn und der Loire.
Das Museum de la Marine de Loire in Châteauneuf-sur-Loire präsentiert Erinnerungsstücke aus seinem Werk: ein altes Modell der Schwebefähre von Nantes, einen Abschnitt eines Stahlkabels von Arnodin, und Fotografien.

## Liste seiner Werke

### Schwebefähren

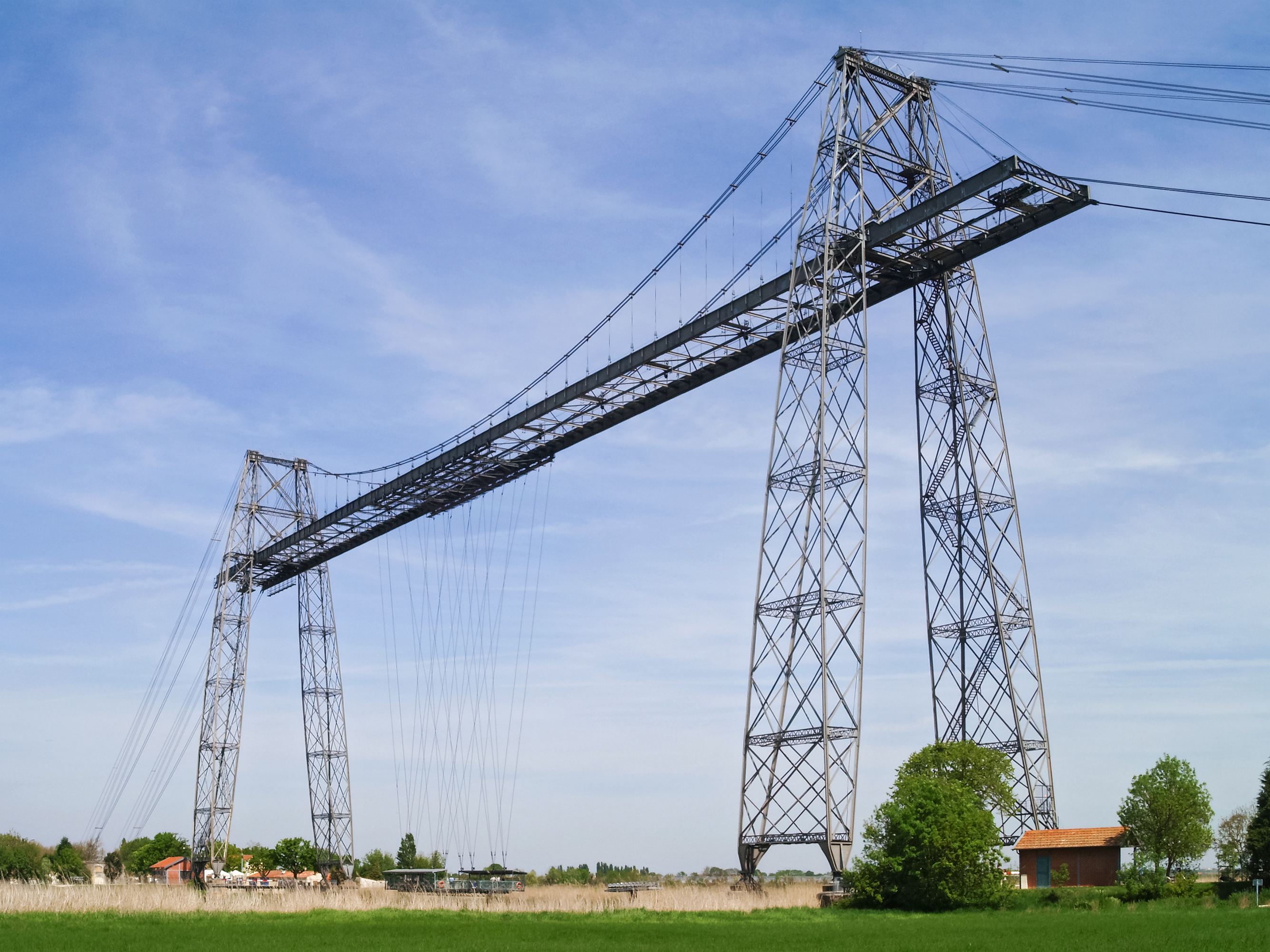
Schwebefähre von Rochefort

#### Mit Kabeln
- 1893 Portugalete (Bilbao), « Puente de Vizcaya », entworfen von Alberto Palacio, konstruiert von Ferdinand Arnodin, in Gebrauch. 2006 von der UNESCO in die Liste des Weltkulturerbes aufgenommen.
- 1898 Rouen: zerstört 1940
- 1898 Bizerte: demontiert und 1909 in Brest wiederaufgebaut
- 1900 Rochefort: historisches Monument, in Gebrauch für Fußgänger und Zweiräder

#### Mit Abspannseilen und Gegengewicht
- 1903 Nantes: demontiert 1958; Gedenktafel vorhanden
- 1905 Marseille: zerstört 1944; die Silhouette erscheint in Filmen von Marcel Pagnol

#### Mit Kabeln und Abspannseilen
- 1906 Newport (Wales), restauriert, in Gebrauch

#### Die letzten Schwebefähren
- 1909 Brest: Rekonstruktion der demontierten von Bizerte; zerstört 1944
- 1910 Bordeaux: kriegsbedingt unvollendet, Pfeiler 1942 demontiert. Sie wäre mit 400 m Länge die größte Schwebefähre geworden.

### Hängebrücken (feste Brücken)

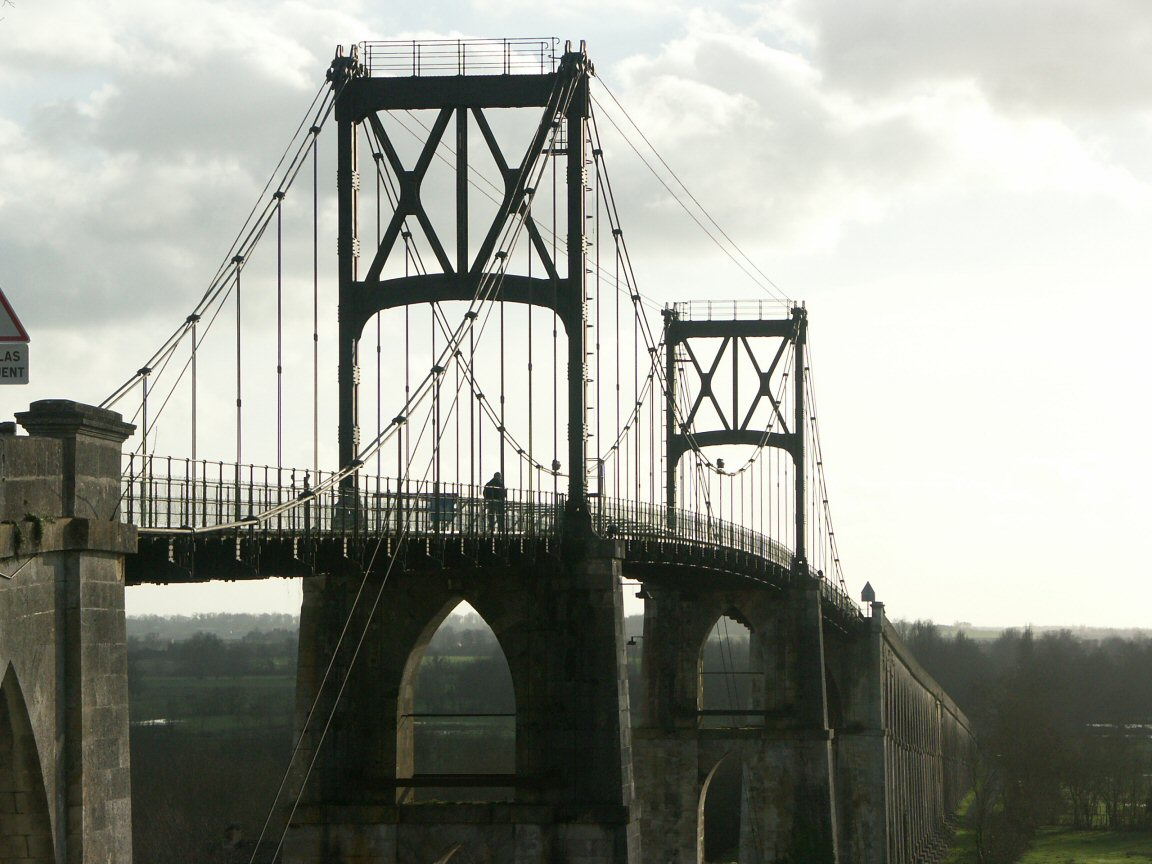
Hängebrücke von Tonnay-Charente

Die von Arnodin konstruierten oder restaurierten Hängebrücken sind zahlreich in ganz Frankreich und seinen damaligen Herrschaftsgebieten. Er signierte seine Arbeit auf Eisenplaketten.
- Pont de Tonnay-Charente (Département Charente-Maritime);
- Pont de Parentignat, Puy-de-Dôme (1831), aufgegeben;
- Pont de l’Abîme, zwischen Gruffy und Cusy im Département Haute-Savoie (1888);
- Pont de Lézardrieux, Bretagne (1889);
- Pont suspendu de la Rivière de l’Est, in Réunion (1894);
- Pont Sidi M’Cid, Constantine, Algerien (1912), 164 m lang, 175 m über dem Rhumel;
- Pont Mellah Slimane, Constantine, Algerien (1925);
- Pont de Chilhac, Département Haute-Loire (1883), über den Fluss Allier;
- Pont de Saint-Ilpize, Département Haute-Loire, über den Fluss Allier;
- Viaduc des Rochers Noirs, Département Corrèze, über den Fluss Luzège;
- Passerelle Marguerite über die La Foa in Neukaledonien;
- Pont de Cassagne (Schrägseilbrücke), Département Pyrénées-Orientales; im Zuge der Ligne de Cerdagne über den Fluss Têt;
- Brücke von Ingrandes, Département Maine-et-Loire, über die Loire (Restaurierung).

(Die Liste ist unvollständig.)